# Naděžda von Meck
Naděžda Filaretovna von Meck (rusky Надежда Филаретовна фон Мекк, 10. února 1831, Novosjolki, Smolenská gubernie –13. ledna 1894 Nice) byla ruská mecenáška umění. Je známa především pro svůj vztah k Petru Iljiči Čajkovskému, který dal vzniknout korespondenci, zcela ojedinělé pro svůj objem a kvalitu informací. Čajkovskij Naděždě von Meck věnoval čtvrtou symfonii f moll, kterou nadepsal "mému nejlepšímu příteli ".

## Životopis
Naděžda Filaretovna von Meck se narodila 10. února 1831 ve Smolenské gubernii v rodině statkáře Filareta Vasiljeviče Fralovského. Po otci, který hrál na housle a violoncello, zdědila vášeň pro hudbu. Své matce Anastazii Dmitrijevně rozené Potěmkinové, neteři knížete Potěmkina, vděčila za obchodní talent a podnikavost. Naděžda získala domácí vzdělání typické pro tehdejší šlechtu, které zahrnovalo výuku mravů, cizích jazyků, literatury, dějepisu a hodiny klavíru.

### Manželství
V sedmnácti letech se provdala za šlechtice Karla Fjodoroviče (Karl Georg Otto) von Meck, jehož předkové se do Livonska přistěhovali ze Slezska koncem 16. století. V průběhu tohoto manželství se narodilo osmnáct dětí, z nichž jedenáct dosáhlo plnoletosti. Počátek manželství byl poznamenán skromností, odpovídající příjmům manžela ve statní správě. Období na začátku druhé poloviny 19. století bylo ideální příležitostí pro podnikání při budování a správě železnic. Představovalo však risk a potřebu značného kapitálu. Pro Karla Fjodoroviče to představovalo opuštění jistoty státního zaměstnance. Pracoval jako přednosta na trati Moskva - Varšava a byl absolventem Petrohradského železničního institutu. Se zázemím majetku své ženy nakonec podlehl neústupnosti manželky, opustil jisté místo bez naděje postupu a začal podnikat v oboru, pro který vlastnil praxi a i vzdělání. Když náhle v roce 1876 zemřel, očekávalo vdovu mnohamilionové dědictví.  

### Podpora hudebníků

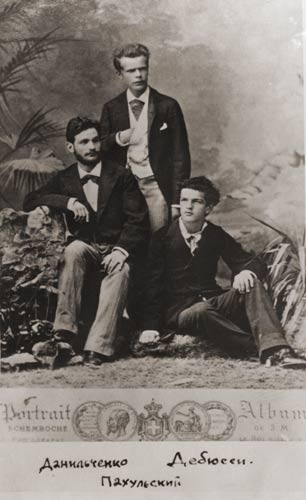
Trio von Meck Zleva Petr Danilčenko (housle),Vladislav Pachulský (cello),Claude Debussy (klavír).

Vlastnosti zděděné po matce, podnikavost a vytrvalost, přivedly Naděždu k pohádkovému, avšak nestabilnímu majetku, vlastnosti po otci, láska k hudbě a duchovní uvažování, ji přivedly do trvalého povědomí jako mecenášku umění. Na Naděždu Filaretovnu silně zapůsobily sponzorské aktivity bavorského krále Ludvíka II. Kult Wágnera, kterého Ludvík Bavorský podporoval, pronikl i do rodiny von Meck.
Jako vdova žila Naděžda von Meck velmi uzavřeně. Železniční společnost úspěšně řídila se svým bratrem Alexandrem a později nejstarším synem Vladimírem. O život její širší rodiny a o výchovu jejích četných dětí se staralo mnoho zaměstnanců, služebnictva a domácích učitelů. Větší část domácnosti vedla sama pevnou a dominantní rukou. Mezi zaměstnanci museli být i hudebníci, kteří učili děti a muzicírovali s paní domu.
V jejím domě byl v roce 1880 sponzorovaným hostem těžce nemocný houslista a skladatel Henryk Wieniawski. Ve stejném roce zde byl zaměstnán Claude Debussy jako hudebník a klavírní partner, který jí doprovázel na cestách do Švýcarska, Francie a Itálie. Významnou podporu obdržel i Nikolaj Rubinštejn. Nejvýznamnějším příjemcem štědrosti Naděždy von Meck však byl Petr Iljič Čajkovskij. Kromě finanční podpory mu poskytla i neocenitelnou podporu duchovní.

### Poslední léta
Naděžda Filaretovna žila výhradně se svými dětmi a jejich rodinami, a to na panství Pleščejevo nedaleko Moskvy. Byla velmi plachá, měla dokonce strach z lidí a strach vycházet na veřejnost. V 80. letech skončila éra soukromých železnic, které se musely vyrovnat se ztrátou státní podpory. Některé akcie rodinného podniku musely být převedeny na německé věřitele, což vyvolalo v tisku obvinění proti Naděždě von Meck, že zapomíná na národní zájmy. Poslední roky začala žít s vidinou ztrátovosti svého podnikání. Syn Vladimír před jejíma očima umíral na tuberkulózu. Trpěla bolestmi hlavy, téměř ohluchla a ochrnula na pravou ruku. Náhle ukončila korespondenci s Petrem Iljičem a věnovala svou pozornost umírajícímu synovi. Změnila ateistický přístup k životu, začala se modlit a sloužit mše. Časem se před venkovním světem uzavřela úplně.
Peter Iljič Čajkovskij zemřel 6. listopadu 1893, zdravotní stav Naděždy Filaretovny se prudce zhoršil a tři měsíce po mistrově smrti, 10. února 1894 ve francouzské Nice zemřela.
Obavy z bankrotu, se kterými prožila závěr života, se ukázaly jako plané. Po odečtení dluhů byl dědičný majetek odhadnut na 5 milionů a 252 tisíc rublů, spolu s domem v Moskvě, rozsáhlými pozemky a panstvím Pleščejevo.

## Naděžda von Meck a Petr Iljič Čajkovskij

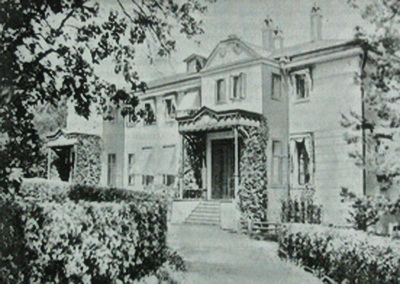
Panství v Pleščejevu

Dědictví po manželovi umožnilo směřovat podporu umělců v jakkoli velkorysé podobě. Po tom, co byla okouzlena poslechem Čajkovského symfonické básně na shakespearovské téma opus.18, (známá pod názvem Bouře), nasměřovala své mecenášské úsilí tím nejvhodnějším možným směrem. Svými pravidelnými finančními příspěvky zachránila Čajkovského před nenáviděnou rutinou vyučování na moskevské konzervatoři, poskytla mu pohodlí a péči na mnoho let. Finanční podpora za 14 let dosáhla celkem 85 000 rublů, Čajkovskému nabídla k užívání své statky v Rusku, pronajala mu byt ve Florencii, zřídila penzion ve Švýcarsku. Vše při dohodě, že se nikdy nesetkají. Kromě finanční pomoci poskytovala mistrovi v nejtěžších chvílích neocenitelnou pomoc duchovní, potřebnou především proti kritikům. Odměnou jí byl neustálý postup umělce k světovému vrcholu hudebního romantismu.

### Korespondence
První nabídka finanční pomoci, byla učiněna s podmínkou, že se nikdy nesetkají a že jejich kontakt bude omezen na korespondenci. Výsledkem obdivu Naděždy a vděčnosti Petra Iljiče byla v konečném důsledku korespondence mezi umělcem a mecenášem, která nemá ve světě obdoby. Soubor 1204 dopisů obsahuje v počátku výměny zpráv informativního charakteru, které se časem změnily v celé sešity těch nedůvěrnějších zpovědí. Každý z nich podrobně psal o svých rodinách a příbuzných, věnovali se jeden druhému do nejmenších detailů, informovali se o všech aktuálních zprávách, o dětech, synovcích, švagrech. Věděli vše o svátcích, jmeninách i narozeninách, o nemocech na obou stranách. Navzájem se svěřovali s každou bolestí, vyměňovali si názory na manželství. Bylo těžké nadále fyzicky zůstávat od sebe dál, zatímco se oba duchovně stále více sbližovali.    

### Příbuzenský vztah
Oba se setkali náhodně několikrát v Rusku i v cizině, a to na větší dálku, za doprovodu úklony a letmých pohledů. Kontakt s ostatní rodinou byl naopak častý. Syn Alexandr hrál na klavír a Nikolaj na housle. Domácí přehrávky Čajkovského komorních děl byly na panstvích rodiny von Meck časté a Alexandr i Nikolaj si s umělcem často dopisovali.
Naděžda vždy snila o příbuzenském spojení s Čajkovským. Věkově v úvahu připadali právě synové Nikolaj a Alexandr a Čajkovského neteře. Poprvé tuto myšlenku předložila Naděžda Filaretovna v dopise z 23. srpna 1879. "Napadla mě myšlenka a v důsledku toho touha sjednotit cesty našich dětí, vaší Nataši a mého Kolji." Nikolajovi v té době bylo 16 a Nataše 11 let. Konečného konspiračního úspěchu Naděžda von Meck dosáhla až u starší Čajkovského neteře Anny Davydovové. Jejich sňatek se konal 30. ledna 1884. Naděžda Filaretovna se nikdy nesetkala s rodiči své snachy a udržovala s nimi vztahy pouze písemně. V manželství se narodilo šest dětí, tři synové a tři dcery. Vnučka Naděždy von Meck, Galina Nikolajevna emigrovala do Anglie, kde do angličtiny přeložila korespondenci své babičky s P.I.Čajkovským a v angličtině vydala paměti "Jak si je pamatuji". Snacha Anna Lvovna zemřela v Sovětském svazu a ve své knize „Vzpomínky na Čajkovského“ poskytla cenné informace především o důvodech ukončení korespondence své tchyně se svým strýcem.

### Ukončení korespondence
Ke konci 80. let Čajkovskij finanční podporu stále méně potřeboval. Naděžda Filaretovna získávala dojem, že jeho poslední dopisy jsou napsány s námahou, z povinnosti. V této situaci se navíc zvyšovalo podezření na možnost krachu rodinného podnikání. Nejstarší syn Vladimír umíral na tuberkulózu, ona sama ochrnula na pravou ruku. Dopis psala za pomoci druhé ruky s velikými obtížemi, často s pomocí jiných, takže korespondence ztrácela na důvěrnosti. Nemoc syna začala časem vnímat jako boží trest za nedostatečnou pozornost rodině a ukončení vztahů s vnějším světem považovala jako způsob pokání. Při přesvědčení, že je velikému svému idolu již přítěží, kontakt přerušila.
Petr Iljič přijal obsah posledního dopisu velmi bolestně. Finanční podporu již dávno nepotřeboval, hluboké deprese na konci jeho života vyvolala ztráta nejhlubšího přátelství. Nenadálá a zcela zjevná euforie před jeho osudným odjezdem do Petrohradu, následovala po závěrečném oboustranném vyjasnění vztahů mezi ním a „madam von Meck“.

## Rodina

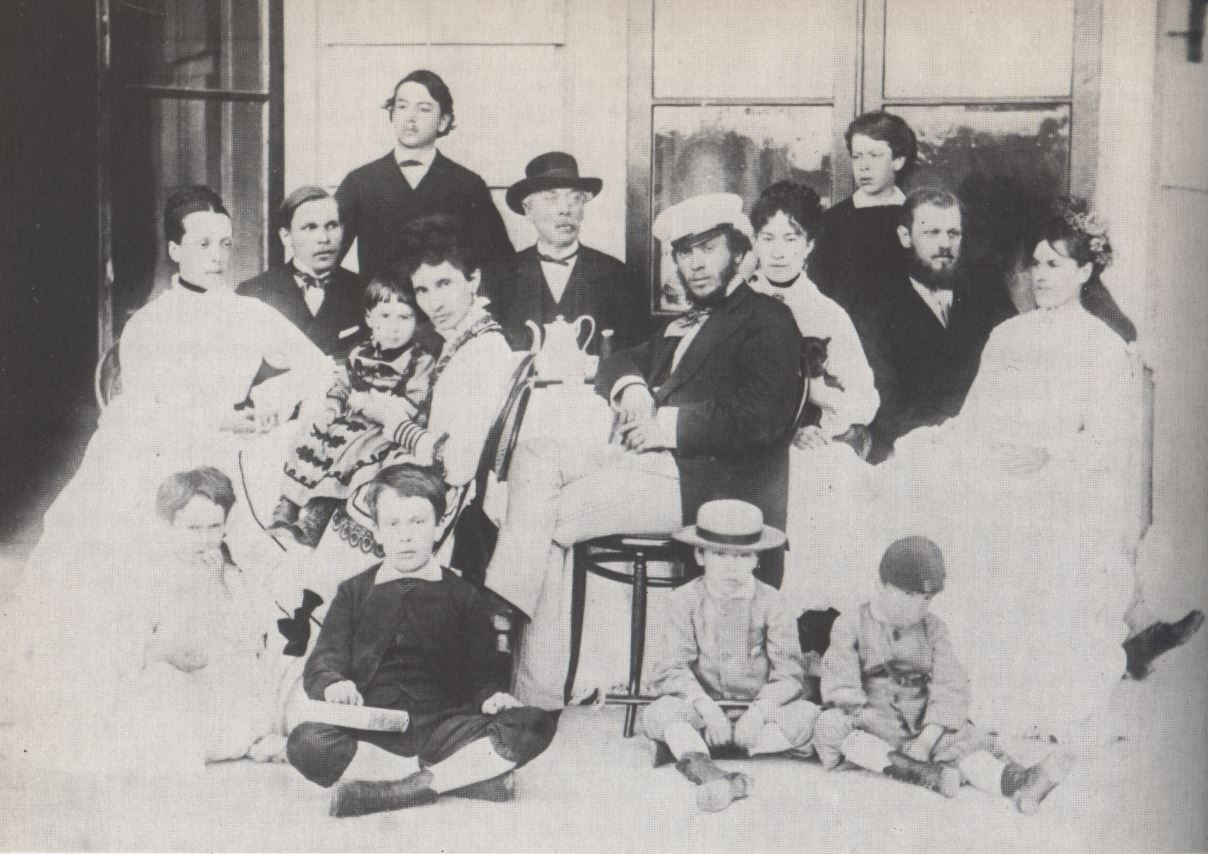
Rodina von Meck kolem roku 1875

Manžel Karl Otto Georg von Meck (1821-1876) podnikatel, ruský král železnic. Z manželství se narodilo 18 dětí.

### Děti
(kromě zemřelých v dětském věku)
Jelizabeta Karlovna (1848—1907)
Alexandra Karlovna (1850—1920)
Vladimír Karlovič (1852—1893) hrdina legend a fám soudobého bulváru, seriózních tiskovin i vyprávění, zemřel na tuberkulózu v náručí matky
Julia Karlovna (1853—1915) provdána za houslistu Vladislava Albertoviče Pachulského
Lýdia Karlovna (1855—1910)
Nikolaj Karlovič  (1863—1929) pokračovatel železničního podnikání, zakladatel letového provozu a automobilismu v Rusku
Alexandr Karlovič (1864—1911) mecenáš a zakladatel ruského horolezectví
Sofia Karlovna (1867—1935) zakladatelka Vyšších ženských zemědělských kursů
Maxmilian Karlovič (1869—1950) diplomat, do rou 1911 ruský konsul v New Castle
Iliodor Karlovič (1871—1873)
Michail Karlovič (1871—1883)
Ludmila Karlovna (1872—1946) provdána za saratovského gubernátora knížete Andreje Alexandroviče Širinského-Šichmatova

### Vnoučata
Vladimír Vladimírovič (1877-1932) sběratel umění, donátor Treťjakovské galerie
Galina Nikolajevna (1891-1985) emigrovala do Anglie, autorka vzpomínek Jak si je pamatuji, překladatelka korespondence Naděždy von Meck a Petra Iljiče Čajkovského do angličtiny

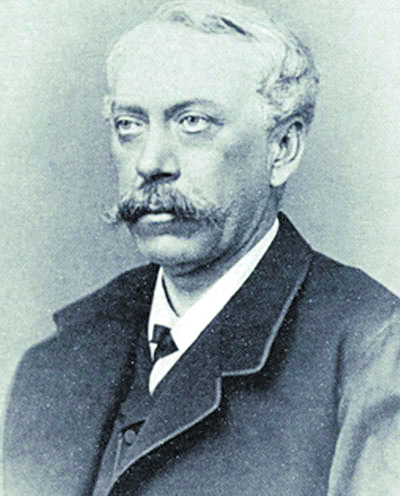
Manžel Karl Otto Georg von Meck
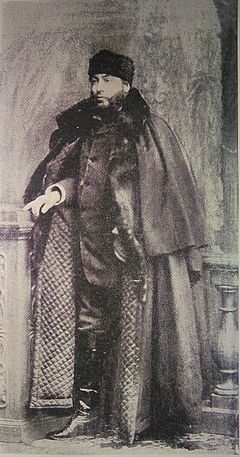
nejstarší syn Vladimír
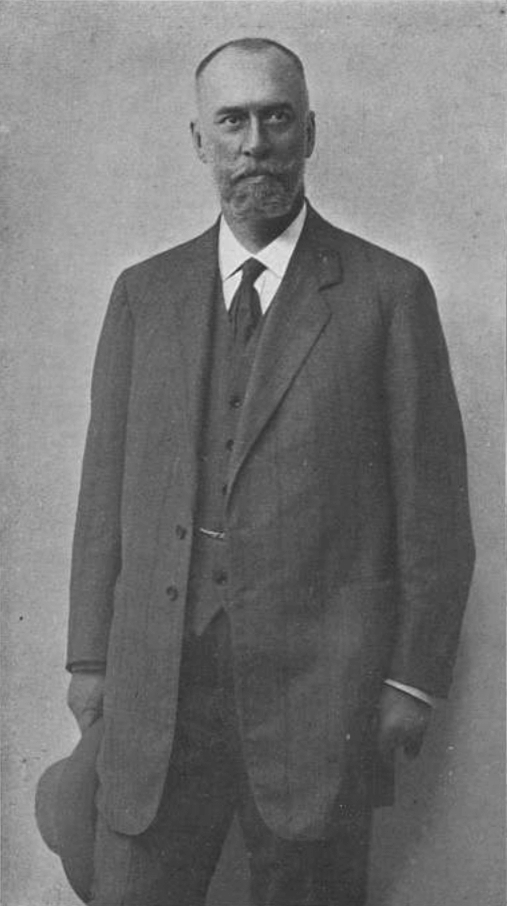
syn Nikolaj
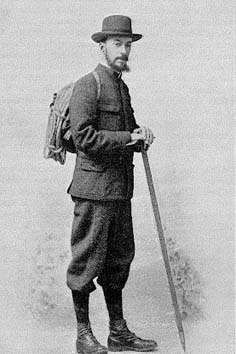
syn Alexandr
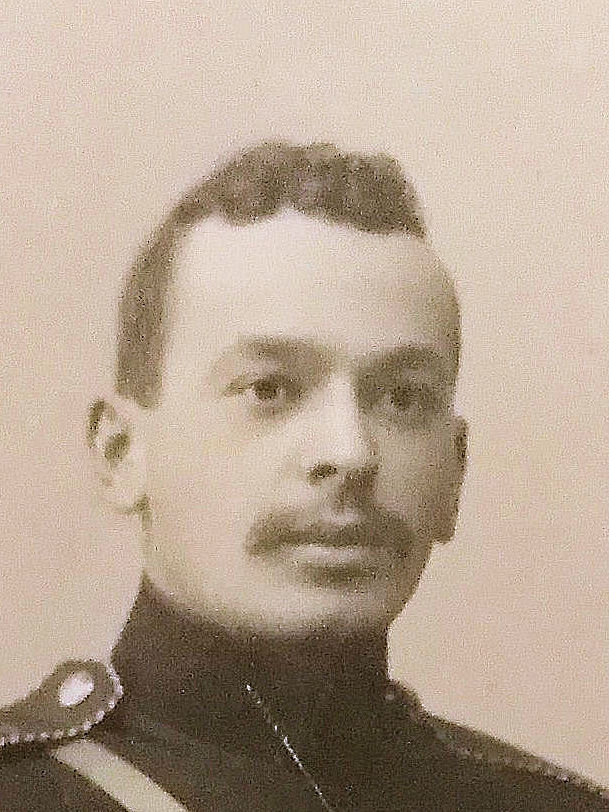
vnuk Vladimír Vladimírovič
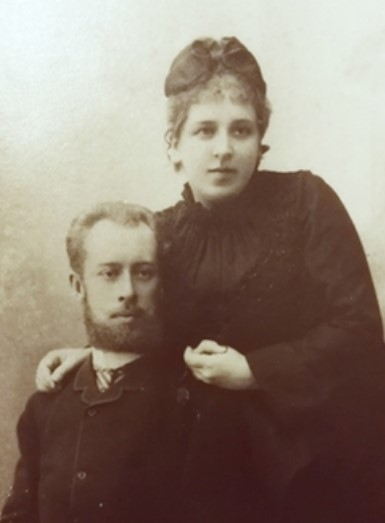
snacha Anna Lvovna, neteř P.I.Čajkovského, žena Nikolaje